# 2014年昆明駅暴力テロ事件
2014年昆明駅暴力テロ事件（2014ねん こんみんえきぼうりょくテロじけん、英語: 2014 Kunming attack）とは、2014年3月1日に中国雲南省昆明市で発生したテロ事件。

## 概要
2014年3月1日21時20分（北京時間）頃、中国雲南省昆明市の昆明駅広場や乗車券販売所などで、刃物を持った集団が通行人らを無差別に襲撃した。昆明市当局は翌2日「現場に残された証拠から、テロ攻撃は新疆ウイグル自治区（新疆）独立勢力による犯行であることが判明」と断定した。事件が起きた直後、メディアは「昆明虐殺事件」と速報で報じている。また、雲南省は中国の中でも少数民族が多く、漢民族以外にも、タイ族やモン族、ミャオ族などの被害者も少なくなかった。

## その後
事件後、目撃者の証言によれば犯人グループの4人が警察に射殺され、1人が肩に銃撃を受け拘束された。
直ちに昆明駅周辺に武装警察が配備された。その後、3月3日に逃亡した3人が逮捕され、旗が押収された。
2014年9月12日、昆明市中級人民法院における初公判により3名に死刑、残り1名に無期懲役が言い渡された。無期懲役が言い渡されたのは被告人が妊娠していた為である。2015年3月24日、3名の死刑が執行された。

## 反応
- 中華人民共和国 - 新華社は新疆ウイグル自治区の過激派組織による犯行を明らかにした[2]。中国共産党中央委員会総書記習近平は、法律に基づきテロリストを厳罰にし、容赦なく取り締まると指示を与えた。国務院総理李克強は、暴徒を追跡して逮捕し、厳罰にして、各地の公安当局が治安措置を強化し、人々の密集する公共の場の防犯に力を入れると求めている[8]。また公安民警の警察官は従来は非武装だったが、この事件を受けて、拳銃警官による武装警邏が開始された[9]。
- 国際連合 - 潘基文事務総長は事件を強く非難する声明を発表した。「罪のない人々を殺害するいかなる行為も許すことはできない」とした上で、被害者の家族に対し、「1日も早い回復を願っている」と述べた[10]。
- 欧州連合 - キャサリン・アシュトン外務・安全保障政策上級代表は、事件を強く非難し、人を激怒させた犯罪行為に驚愕に堪えず、どのような言い訳にもこのような行いを弁護できないと強調した[11]。
- アメリカ合衆国 - 国務省のジェン・サキ報道官も「アメリカは事件をテロリストの仕業であるとし、犠牲者に哀悼の意を表している。アメリカはいかなる形のテロリズムにも反対する」と語った。駐中米国大使館は「アメリカはこの重大な暴力事件に驚いた。アメリカはこの残忍な暴力行動を非難する。アメリカ政府は中国に慰問を表し、犠牲者に哀悼を表し、被害者及びその家族に同情を表している」と伝えた[12]。
- ロシア - ウラジーミル・プーチン大統領は、この激怒させる犯罪行為に対し断固たる非難を表し、テロリズムを取り締まることで中国側とより一層全力的に協力を繰り広げていきたいと表明し、犠牲者の親族に痛切な同情を表し、あらゆる負傷者が一日も早く回復するよう望んでいる[13]。
- 日本 - 菅義偉内閣官房長官は「事件の被害者、遺族に哀悼の意を表するとともに動向を引き続き注視していきたい」と述べた[14]。
- フランス - 外務省は、事件に強い非難を表しこのふるまいのために弁護する如何なる理由はないと強調し、被害者の家族に慰問の意を表し、また中国の政府と人民との団結を保ってゆくと表明した[13]。
- 世界ウイグル会議 - 事件を受けてウイグル会議スポークスマンのディルクサト・ラクシットは民間人への攻撃には「正当な理由がない」と述べ、中国政府に対しこの問題を透明性を持って処理し「ウイグル人を抑圧する機会として利用しない」よう求めた。更に「深刻な差別と抑圧的な政策がウイグル人に精神的トラウマを与え、それが一部のウイグル人にこのような極端な手段を取るよう促した可能性がある」と言及した[15]。また3月4日に当時世界ウイグル会議議長だったラビア・カーディルは、この事件は新疆の過激派によるものではないと考えており寧ろ「政府に希望を失った人々の集団による必死の行動」だとカナダ議会で証言した[16]。